# Nürnberg Ice Tigers
Les Thomas Sabo Ice Tigers sont un club professionnel allemand de hockey sur glace basé à Nuremberg. Il évolue en Deutsche Eishockey-Liga.

## Historique
Le club est créé en 1980 sous le nom de EHC 80 Nürnberg. En 1995, il est renommé Nürnberg Ice Tigers. Depuis 2005, il est baptisé Sinupret Ice Tigers du nom du sponsor. Il joue en Deutsche Eishockey-Liga depuis la saison 1994-1995. Entraînée par Benoît Laporte, l'équipe termine seconde de la ligue en 2007.

### Palmarès
- Vice-champion de la Deutsche Eishockey-Liga: 1999, 2007.
- Vainqueur de la 2. Bundesliga: 1991.
- Vainqueur de l'Oberliga: 1985, 1986.